# Otočić Pohlib
Otočić Pohlib är en ö i Kroatien.   Den ligger i länet Zadars län, i den sydvästra delen av landet, 180 km sydväst om huvudstaden Zagreb.